# Vũ Phúc
Vũ Phúc là một phường thuộc tỉnh Hưng Yên, Việt Nam.

## Địa lý
Phường Vũ Phúc nằm ở phía tây nam của tỉnh Hưng Yên, có vị trí địa lý:
- Phía tây giáp xã Nam Hồng của tỉnh Ninh Bình, có ranh giới tự nhiên là sông Hồng.
- Phía đông giáp phường Trần Lãm và xã Thư Vũ.
- Phía nam giáp xã Vũ Tiên.
- Phía bắc giáp phường Trần Hưng Đạo và xã Vũ Thư.

## Lịch sử
Phường Vũ Phúc trước đây thuộc huyện Vũ Tiên trước khi huyện này nhập với huyện Thư Trì để thành huyện Vũ Thư. Năm 1986, xã Vũ Phúc (cùng với các xã Đông Hòa, Hoàng Diệu của huyện Đông Hưng và Phú Xuân, Vũ Chính của huyện Vũ Thư) được sáp nhập vào địa giới Thị xã Thái Bình sau này là Thành phố Thái Bình.
Ngày 16 tháng 6 năm 2025, Ủy ban Thường vụ Quốc hội ban hành Nghị quyết số 1666/NQ-UBTVQH15 về việc sắp xếp các đơn vị hành chính cấp xã của tỉnh Hưng Yên năm 2025. Theo đó, sắp xếp toàn bộ diện tích tự nhiên, quy mô dân số của phường Phú Khánh và các xã Nguyên Xá (huyện Vũ Thư), Song An, Trung An, Vũ Phúc thành phường mới có tên gọi là phường Vũ Phúc.